# Lea Ann Parsley
Lea Ann Parsley (ur. 12 czerwca 1968 w Logan) – amerykańska skeletonistka, srebrna medalistka olimpijska.

## Kariera
Skeleton zaczęła trenować w 1998 roku, a w 2000 roku została członkinią reprezentacji Stanów Zjednoczonych w tej dyscyplinie. Wcześniej uprawiała także lekkoatletykę, koszykówkę i piłkę ręczną. Ukończyła Marshall University w Huntington. W czasie nauki wstąpiła do straży pożarnej. Ma dwóch braci, którzy także są strażakami.
Pierwszy sukces w karierze osiągnęła 30 stycznia 2000 roku w Lillehammer, kiedy zajęła drugie miejsce w zawodach Pucharu Świata. Najlepsza okazała się Alex Coomber z Wielkiej Brytanii, a trzecie miejsce zajęła Szwajcarka Maya Pedersen. Łącznie pięciokrotnie stawała na podium zawodów tego cyklu, jednak nigdy nie zwyciężyła. Najlepsze wyniki osiągnęła w sezonach 1999/2000 i 2001/2002, kiedy zajmowała czwarte miejsce w klasyfikacji generalnej.
Największy sukces w karierze osiągnęła w 2002 roku, kiedy zdobyła srebrny medal podczas igrzysk olimpijskich w Salt Lake City. W zawodach tych rozdzieliła na podium swą rodaczkę, Tristan Gale oraz Alex Coomber. Był to jednak jedyny medal wywalczony przez nią na międzynarodowej imprezie tej rangi. Był to także jej jedyny start olimpijski. Zajęła także szóste miejsce podczas mistrzostw świata w Igls w 2000 roku, mistrzostw świata w Calgary w 2001 roku oraz rozgrywanych trzy lata później mistrzostw świata w Königssee.
Podczas ceremonii otwarcia Zimowych Igrzysk Olimpijskich 2002, wraz z siedmioma innymi osobami, niosła flagę Stanów Zjednoczonych wydobytą spod gruzów World Trade Center po zamachu z 11 września 2001.